# NGC 5593
NGC 5593 (również OCL 926 lub ESO 175-SC8) – gromada otwarta znajdująca się w gwiazdozbiorze Wilka. Odkrył ją James Dunlop 5 czerwca 1826 roku. Jest położona w odległości ok. 2,8 tys. lat świetlnych od Słońca.